# Potamiena
Potamiena fue una mártir cristiana que murió en las persecuciones de Septimio Severo y es venerada como santa por la Iglesia católica. 
Potamiena era una esclava de rara hermosura. La tentó su amo y no pudiendo reducirla, la entregó al prefecto Áquila acusándola de ser cristiana y pidiéndole que si no se rendía a complacerle la hiciese morir para que no se burlase de él. El prefecto después de haberla hecho padecer otros muchos tormentos, mandó calentar una gran caldera de pez y cuando estaba hirviendo, le dijo: o das gusto a tu amo o vas a ser echada allá dentro. Ella respondió: No quiera Dios que haya un juez tan injusto, que me condene a consentir a una pasión deshonesta. 
Le hizo otras amenazas y como se mantuvo constante, mandó que desnuda fuese arrojada a la pez hirviendo. Potamiena le dijo: Por la vida del emperador, a quien tú temes, no me hagas desnudar: hazme meter vestida en la pez hirviendo muy poco a poco, para que veas quanta paciencia me ha dado Jesucristo, a quien tú no conoces. El prefecto se lo concedió y encargó a Basílides el cuidado de la ejecución de la sentencia. Este ministro contenía al populacho que la insultaba con palabras deshonestas y la trataba con compasión. Ella le dijo que estuviese de buen ánimo, que después de muerta rogaría á Dios por él y le compensaría aquellos favores. Luego, la fueron metiendo en la pez hirviendo muy poco a poco desde los pies hasta la cabeza y hasta el último aliento manifestó en tan cruel muerte la mayor constancia. 
Poco después los compañeros de Basílides le querían hacer jurar y como los juramentos que solían hacer eran actos de idolatría, respondió que no podía jurar porque era cristiano. Viendo que lo decía seriamente lo llevaron ante el juez. Allí confesó constantemente la fe, y fue llevado a la cárcel. Fueron luego algunos fieles a visitarle y le preguntaron la causa de tan impensada conversión. Y les dijo: Potamiena tres días después de su martirio se me apareció por la noche : me puso una corona sobre la cabeza; y me dijo que había rogado a Dios por mí, y que por su gracia no tardaría mucho en ir al cielo. Fue bautizado y al día siguiente se le cortó la cabeza. Son muchos los ciudadanos de Alejandría de quienes se dice que entonces se convirtieron repentinamente de resultas de haberlos animado en sueños Santa Potamiena. 